# Oxalis atacamensis
Oxalis atacamensis là một loài thực vật có hoa trong họ Chua me đất. Loài này được Reiche mô tả khoa học đầu tiên năm 1894.